# Telescópio Faulkes do Norte
O Telescópio Faulkes do Norte é um clone do Telescópio Liverpool, e está localizado em Haleakala Observatory ("Observatório Haleakala" - (em português), Hawaii.
O telescópio é de propriedade e operado por LCOGT ("Observatório da Rede Global de telescópio Las Cumbres" - (em português). Este telescópio e seu "irmão telescópio", Telescópio Faulkes do Sul são usados por grupos de pesquisa e educação em todo o globo. Faulkes Telescope Project ("Projeto Telescópio Faulkes" - (em português),  é um desses grupos que fornece tempo de observação (concedido pela LCOGT) para projetos educacionais nas escolas do Reino Unido e astrônomos amadores.